# القبلة الأخيرة (فلم 1931)
القبلة الأخيرة (بالإنجليزية: The Last Kiss) هو فيلم بريطاني هندي صامت أُنتج عام 1931، أخرجه أمبوج جوبتا. أنتج الفيلم عائلة دكا نواب وهو أول فيلم طويل بنغلاديشي. بدأت التحضيرات للفيلم في دكا، وجرى عمل مرحلة ما بعد الإنتاج في كلكتا. ويُعد الفيلم فيلمًا مفقودًا.

## روابط خارجية
- القبلة الأخيرة  في قاعدة بيانات الأفلام على الإنترنت (بالإنجليزية)